# 非自民・非共産連立政権

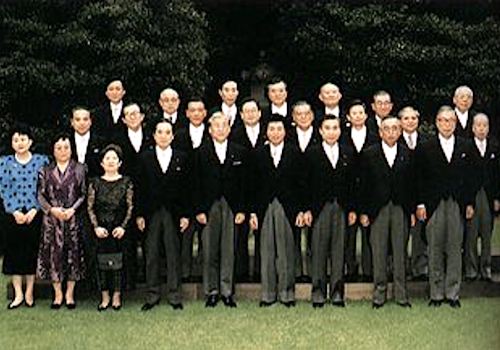
細川内閣発足時の記念写真

非自民・非共産連立政権（ひじみん・ひきょうさんれんりつせいけん）は、自由民主党と日本共産党を除く政党による連立政権。特に1993年（平成5年）の第40回衆議院議員総選挙前に広く喧伝され、選挙後の細川内閣、羽田内閣として具体化したものを指す。

## 1993-1994 非自民・非共産8党派連立政権

### 政権発足までの経緯
1993年（平成5年）6月18日、宮澤喜一内閣不信任案の採決において自民党の反主流派・羽田派が造反して賛成、可決し、衆議院が解散（嘘つき解散）される。羽田派とユートピア政治研究会が自民党を離党して新生党と新党さきがけをそれぞれ結党して自民党は分裂、第40回衆議院議員総選挙（7月18日投開票）では、自民党は2党の議員の分だけ議席を減らし、公示前よりは増えたものの獲得議席数は全体の4割余りに終わった。一方、自民党から飛び出した新生・さきがけは議席を確保、同じく躍進した日本新党とともに『新党ブーム』と呼ばれた。
自民党は日本新党、新党さきがけの両党と連立交渉に入ったが、非自民の政党が集まれば自民一党の議席数を上回る状況であったため、新生党代表幹事の小沢一郎が中心となって非自民連立政権の樹立が図られる。7月29日、社会・新生・公明・日本新・民社・さきがけ・社民連・民改連の代表が会談し、連立政権樹立に合意。8月9日、日本新党の細川護煕代表が首相に指名され、自民党と共産党以外の8党派による細川内閣が成立した。これにより、自民党は1955年（昭和30年）の結党以来維持して来た政権与党の座から下野した。

### 政権の運営
細川内閣成立後、連立を構成する政党の意見をどのように調整し決定するかが政治機構上の重要な問題となった。細川政権下で「与党代表者会議」が設けられ、与党5党代表幹事-書記長クラスで構成した。政治改革法案の内容の調整や増減税の方針を始め、重要な政策決定、さらに、予算編成の時期など重要な政治日程を協議決定し、閣議の上から政治全体を抑えているようにみえ、与党内の不満や分裂を招いた。
与党内では、選挙制度改革や消費税問題などで社会党と小沢が対立を深め、細川が無断で「国民福祉税」の導入を発表するなど混迷を極めた。1994年（平成6年）4月に細川内閣は総辞職に追い込まれる。連立与党は引き続き羽田内閣で枠組みの維持を図るも、社会・さきがけ両党が政権発足と同時に与党を離脱して内閣はいきなり死に体となり、わずか2ヶ月で退陣する。自民党が両党に手を回して自社さ連立の村山内閣成立となり、非自民・非共産連立政権は10ヶ月で終焉を迎えた。

### その後
非自民・非共産勢力からは自民党の対抗馬として、1994年（平成6年）に新進党、1996年（平成8年）に旧民主党、次いで1998年（平成10年）に民主党が誕生した。

## 2009-2012 民社国・民国連立政権
民主党は2009年（平成21年）の第45回衆議院議員総選挙で圧勝し、社会民主党・国民新党とともに連立政権（鳩山由紀夫内閣）を誕生させた。この民社国連立政権（のちに社民党が離脱し民国連立政権）も、非自民・非共産の政党による連立政権であるが、自民党、共産党以外に公明党、みんなの党、日本維新の会も民主党政権に対して野党の立場をとっていた。

## 非自民・非共産政権時の内閣総理大臣
| 代                                    | 内閣総理大臣                          | 内閣総理大臣                          | 内閣                                                                    | 在任期間                              | 在任期間                              | 在任期間                              | 兼職                                         | 経歴 | 与党                                                                                       | 野党                                                                                         |                                       |
| 代                                    | 内閣総理大臣                          | 内閣総理大臣                          | 内閣                                                                    | 在任日数                              | 在任期間                              | 通算期間                              | 兼職                                         | 経歴 | 与党                                                                                       | 野党                                                                                         |                                       |
| 1993-1994 非自民・非共産8党派連立政権 | 1993-1994 非自民・非共産8党派連立政権 | 1993-1994 非自民・非共産8党派連立政権 | 1993-1994 非自民・非共産8党派連立政権                                   | 1993-1994 非自民・非共産8党派連立政権 | 1993-1994 非自民・非共産8党派連立政権 | 1993-1994 非自民・非共産8党派連立政権 | 1993-1994 非自民・非共産8党派連立政権        | 1993-1994 非自民・非共産8党派連立政権 | 1993-1994 非自民・非共産8党派連立政権                                                      | 1993-1994 非自民・非共産8党派連立政権                                                        | 1993-1994 非自民・非共産8党派連立政権 |
| ------------------------------------- | ------------------------------------- | ------------------------------------- | ----------------------------------------------------------------------- | ------------------------------------- | ------------------------------------- | ------------------------------------- | -------------------------------------------- | --- | ------------------------------------------------------------------------------------------ | -------------------------------------------------------------------------------------------- | ------------------------------------- |
| 79                                    | 細川護熙                              | 細川護熙                              | 細川内閣                                                                | 1993年8月9日- 1994年4月28日           | 263日                                 | 263日                                 | 日本新党代表 衆議院議員                      | - 新党ブームで躍進を起こした日本新党代表であり、8党連立政権の首班に指名され、自民党55年体制を終わらせた、またこの細川内閣時に選挙制度が小選挙区比例代表並立制へと変わった。                                                                                              | 日本新党 日本社会党 新生党 公明党 民社党 新党さきがけ 社会民主連合 民主改革連合            | 自由民主党 日本共産党                                                                        |                                       |
| 80                                    | 羽田孜                                | 羽田孜                                | 羽田内閣                                                                | 1994年4月28日- 1994年6月30日          | 64日                                  | 64日                                  | 新生党代表 衆議院議員 一人内閣により全て兼職 | 細川護熙総理大臣の辞任後臨時国会で総理大臣に指名、その後与党議席数最多日本社会党が与党離脱を表明し、少数与党政権となった、その後内閣不信任決議案で事実上の可決が行われ、総辞職し、自由民主党が政権与党に返り咲いた。                                                     | 新生党 日本新党 公明党 民社党 新党さきがけ 社会民主連合 民主改革連合 (閣外協力) 日本社会党 | 自由民主党 日本共産党 日本社会党                                                             |                                       |
| 2009-2012 民社国・民国連立政権        |                                       |                                       |                                                                         |                                       |                                       |                                       |                                              | |                                                                                            |                                                                                              |                                       |
| 93                                    | 鳩山由紀夫                            | 鳩山由紀夫                            | 鳩山内閣                                                                | 2009年9月16日- 2010年6月8日           | 266日                                 | 266日                                 | 民主党代表 衆議院議員                        | - 戦後自由民主党以外に初めて単独過半数に達した民主党の代表、戦後自民党からの2度目の政権交代となった、内閣総理大臣に指名され、辺野古移設などに尽力する。 | 民主党 社会民主党 国民新党                                                                 | 自由民主党 公明党 日本共産党 みんなの党 新党日本 新党大地                                    |                                       |
| 94                                    | 菅直人                                | 菅直人                                | 菅直人内閣 菅直人内閣 (第1次改造) 菅直人内閣 (第2次改造)                | 2010年6月8日- 2011年9月2日            | 452日                                 | 452日                                 | 民主党代表 衆議院議員                        | - 民主党代表選で鳩山由紀夫の後任として指名された、その後総理大臣に指名され、2010年の参議院選挙に臨むも、自由民主党に惨敗を喫した、比較第一党ではあったがそれにより与党連合が野党より少なくなり、ねじれ国会を引き起こした、また翌年に起こった東日本大震災の復興を担った。 | 民主党 国民新党                                                                            | 自由民主党 公明党 日本共産党 みんなの党 新党日本 新党大地 社会民主党 たちあがれ日本 新党改革 |                                       |
| 95                                    | 野田佳彦                              | 野田佳彦                              | 野田内閣 野田内閣 (第1次改造) 野田内閣 (第2次改造) 野田内閣 (第3次改造) | 2011年9月2日- 2012年12月26日          | 482日                                 | 482日                                 | 民主党代表 衆議院議員                        | - 民主党代表選で総辞職した菅直人の後任として指名された、また2012年には党首討論にて近いうちの解散総選挙を表明し、その結果安倍晋三新総裁が率いる自由民主党に大敗を喫した、参議院選挙によるねじれ国会は解消され、また民主党最後の総理となった。                             | 民主党 国民新党                                                                            | 自由民主党 公明党 日本共産党 みんなの党 新党日本 新党大地 社会民主党 たちあがれ日本 新党改革 |                                       |